# Svenska mästerskapen i simhopp
Svenska mästerskapen i simhopp arrangeras årligen av Svenska Simförbundet.

## Värdar
- 1989 Gustavsvik, Örebro
- 1990 Göteborg
- 1991 (sommar) Göteborg
- 2002 (sommar) Jönköping
- 2003 (vinter) Jönköping
- 2008 (sommar) Jönköping
- 2012 (sommar) Strandbadet, Karlskoga och Gustavsvik, Örebro
- 2016 (vinter) Eriksdalsbadet, Stockholm
- 2017 (sommar) Borås
- 2017 (vinter) Strandbadet, Karlskoga
- 2018 (vinter) Strandbadet, Karlskoga
- 2019 (vinter) Eriksdalsbadet, Stockholm
- 2020 (vår) Simhallsbadet, Malmö och Högevallsbadet, Lund

## Svenska mästare genom tiderna

### Damer Höga Hopp
- 2004 (sommar) Anna Lindberg, Bofors SHK
- 2008 (sommar) Elina Eggers, SK Neptun
- 2017 (sommar) Isabelle Svantesson, Polisens IF simhopp
- 2017 (vinter) Ellen Ek, Malmö KK
- 2018 (vinter) Ellen Ek, Malmö KK

### Herrar Höga Hopp
- 2017 (sommar) Johan, Sandell, Polisens IF simhopp
- 2017 (vinter) Vinko Paradzik, Jönköpings simsällskap
- 2018 (vinter) Vinko Paradzik, Jönköpings simsällskap

### Damer 3m
- 1978 Eva Johansson, Jönköpings simsällskap
- 1990 Mia Bergström, Bofors SHK
- 1991 (sommar) Helena Zachrisson, Bofors SHK
- 2002 (sommar) Maria Lund, Polisens IF simhopp
- 2003 (vinter) Anna Lindberg, Bofors SHK
- 2004 (sommar) Anna Lindberg, Bofors SHK
- 2012 (sommar) Anna Lindberg, Bofors SHK
- 2016 (vinter) Daniella Nero, Jönköpings simsällskap
- 2017 (sommar) Daniella Nero, Jönköpings simsällskap
- 2017 (vinter) Mathilda Roxne, Bofors SHK
- 2018 (vinter) Emma Gullstrand, Jönköpings simsällskap
- 2020 (vår) Emilia Nilsson Garip, Malmö KK

### Herrar 3m
- 2002 (sommar) Mats Wiktorsson, Jönköpings simsällskap
- 2004 (sommar) Mats Wiktorsson, Jönköpings simsällskap
- 2016 (vinter) Vinko Paradzik, Jönköpings simsällskap
- 2017 (sommar) Max Burman, Jönköpings simsällskap
- 2017 (vinter) Vinko Paradzik, Jönköpings simsällskap
- 2018 (vinter) Erik Gundersen, Malmö KK
- 2019 (vinter) Erik Gundersen, Malmö KK

### Damer 1m
- 1989 Mia Bergström, Bofors SHK
- 1990 Mia Bergström, Bofors SHK
- 1991 (sommar) Helena Zachrisson, Bofors SHK
- 2002 (sommar) Maria Lund, Polisens IF simhopp
- 2003 (vinter) Anna Lindberg, Bofors SHK
- 2004 (sommar) Anna Lindberg, Bofors SHK
- 2008 (sommar) Elina Eggers, SK Neptun
- 2012 (sommar) Anna Lindberg, Bofors SHK
- 2016 (vinter) Daniella Nero, Jönköpings simsällskap
- 2017 (sommar) Daniella Nero, Jönköpings simsällskap
- 2017 (vinter) Mathilda Roxne, Bofors SHK
- 2018 (vinter) Mathilda Roxne, Bofors SHK

### Herrar 1m
- 1991 (sommar) Joakim Andersson
- 2004 (sommar) Magnus Frick, Polisens IF
- 2008 (sommar) Daniel Egana, SK Neptun
- 2016 (vinter) Vinko Paradzik, Jönköpings simsällskap
- 2017 (sommar) Johan Sandell, Polisens IF simhopp
- 2017 (vinter) Max Burman, Jönköpings simsällskap
- 2018 (vinter) Vinko Paradzik, Jönköpings simsällskap
- 2019 (vinter) Vinko Paradzik, Jönköpings simsällskap
- 2020 (vår) David Ekdahl, Malmö KK

### Damer Synchro
- 2016 (vinter) Ellen Ek och Sörensen, Linnea, Malmö KK
- 2017 (vinter) Mathilda Roxne och Sörensen, Linnea, Bofors SHK och Malmö KK
- 2018 (vinter) Emma Gullstrand och Daniella Nero, Jönköpings simsällskap

### Herrar Synchro
- 2017 (vinter) Erik Gundersen och Fröding, Edward, Malmö KK
- 2018 (vinter) Elias Petersen och Pettersson, Zackarias, Malmö KK och Jönköpings simsällskap

### Mixed Synchro
- 2017 (vinter) Stålarm, Wilma och Erik Gundersen, Malmö KK
- 2018 (vinter) Erik Gundersen och Nordstedt, Hedda, Malmö KK